# Lauren Hemp
Lauren May Hemp (sinh ngày 7 tháng 8 năm 2000) là một nữ cầu thủ bóng đá chuyên nghiệp người Anh hiện tại đang thi đấu ở vị trí tiền đạo cho câu lạc bộ Manchester City tại FA WSL, và Đội tuyển bóng đá nữ quốc gia Anh. Cô giành giải thưởng England Young Player of the Year vào tháng 9 năm 2016, 2017 và Cầu thủ trẻ nữ xuất sắc nhất mùa của PFA vào các năm 2018, 2019, 2020 và 2022.

## Đầu đời
Hemp lớn lên ở North Walsham, Norfolk, nơi cô theo học tại Trường tiểu học Millfield và Trường trung học North Walsham. Cô quan tâm đến bóng đá khi còn trẻ và bắt đầu chơi cho câu lạc bộ địa phương North Walsham Youth FC. Sự nghiệp cầu thủ trẻ của cô bắt đầu vào năm 2008 tại Norwich City nơi chị gái của cô là Amy cũng thi đấu. Cô chơi trận cuối cùng cho Norwich vào năm 2015 nhưng vẫn tiếp tục gắn bó với câu lạc bộ trong mùa giải 2015–16. Là một phần của chiến dịch "Where Greatness Is Made", một tấm bảng tôn vinh Hemp đã được lắp đặt tại North Walsham Youth.

## Sự nghiệp thi đấu
Năm 2016, sau khi rời Norwich City, Hemp gia nhập câu lạc bộ Bristol City. Vào ngày 10 tháng 9 năm 2016, cô có trận ra mắt chuyên nghiệp cho Vixens và ghi bàn thắng thứ ba cho đội nhà trong chiến thắng 4–1 trước Watford. Vào ngày 19 tháng 3 năm 2017, cô ra sân lần đầu tiên tại FA Women's Cup, ghi hai bàn thắng trong chiến thắng 5–0 trước Millwall Lionesses. Trong Spring Series 2017, Hemp ra sân tổng cộng 4 lần, ghi được một bàn thắng. Vào tháng 4 năm 2018, cô được vinh danh là Cầu thủ trẻ nữ xuất sắc nhất mùa của PFA. 
Cô kết thúc mùa giải 2017–18 với 9 bàn thắng sau 24 lần ra sân trên mọi đấu trường. Vào ngày 31 tháng 5 năm 2018, Hemp ký hợp đồng với câu lạc bộ Manchester City.

## Sự nghiệp quốc tế
Tháng 2 năm 2015, Hemp lần đầu tiên được gọi lên đội U-15 Anh. Vào tháng 5 năm 2017, cô là đội trưởng đội tuyển Anh tại Giải vô địch bóng đá nữ U-17 châu Âu, ghi một bàn thắng trong chiến thắng 5–0 trước Cộng hòa Ireland. Vào tháng 9 năm 2017, cô được vinh danh giải thưởng Vauxhall England Young Player of the Year. Vào tháng 8 năm 2018, cô giúp đội U-20 Anh giành hạng 3 tại Giải vô địch bóng đá nữ U-20 thế giới 2018.
Hemp có trận ra mắt quốc tế cho đội tuyển quốc gia Anh vào ngày 8 tháng 10 năm 2019, khi vào sân thay người ở phút thứ 86 cho Beth Mead trong trận giao hữu thắng 1–0 trước Bồ Đào Nha. Vào ngày 27 tháng 5 năm 2021, có thông báo rằng cô đã được chọn vào đội hình của Đội tuyển bóng đá nữ Olympic Vương quốc Liên hiệp Anh và Bắc Ireland tham dự Thế vận hội Mùa hè 2020.
Vào tháng 1 năm 2020, Hemp được UEFA vinh danh là một trong 10 cầu thủ trẻ triển vọng nhất ở châu Âu. 
Vào ngày 30 tháng 11 năm 2021, cô ghi bốn bàn thắng đầu tiên cho đội tuyển Anh, trong trận thắng kỷ lục 20–0 trước Latvia. Vào tháng 6 năm 2022, Hemp được có tên trong đội hình đội tuyển Anh đã giành chức vô địch Giải vô địch bóng đá nữ châu Âu 2022. Trong trận chung kết, từ pha treo bóng của quả phạt góc do Hemp thực hiện, đồng đội Chloe Kelly đệm bóng vào lưới để tạo nên bàn thắng thứ 2 trước sự chứng kiến của 87.000 khán giả có mặt trên sân.
Mặc dù là một tiền đạo chạy cánh, Hemp được chơi ở vị trí số 9 (tiền đạo) khi Anh đối đầu với Hoa Kỳ trong một trận giao hữu trên Sân vận động Wembley vào ngày 7 tháng 10 năm 2022. Sự thử nghiệm này đã mang lại hiệu quả cho huấn luyện viên Sarina Wiegman, khi Hemp ghi bàn trong vòng 10 phút đầu tiên trong chiến thắng 2-1 của đội tuyển Anh.
Ngày 31 tháng 5 năm 2023, Hemp có tên trong danh sách các cầu thủ tham dự Giải vô địch bóng đá nữ thế giới 2023 vào tháng 7 năm 2023. Hemp đã ghi một bàn thắng trong trận thắng 6–1 của Anh trước Trung Quốc. Ở trận tứ kết gặp Colombia, Hemp ghi bàn gỡ hòa cho đội tuyển Anh trong thời gian bù giờ của hiệp một khi đội tuyển Anh giành chiến thắng 2-1. Tới vòng bán kết, Hemp ghi bàn thứ hai và kiến tạo cho bàn thắng thứ ba, giúp Anh đánh bại Úc 3–1 để lọt vào trận chung kết World Cup bóng đá nữ đầu tiên trong lịch sử.

## Đời tư
Tính đến năm 2022, Hemp có mối quan hệ với cầu thủ bóng đá Ellie Butler, người hiện đang chơi cho Rugby Borough.

## Thống kê sự nghiệp

### Câu lạc bộ
Tính đến trận đấu diễn ra vào ngày 26 tháng 3 năm 2023.
| Câu lạc bộ          | Mùa giải            | Giải đấu            | Giải đấu | Giải đấu | Cúp quốc gia | Cúp quốc gia | League cup | League cup | Châu Âu | Châu Âu | Khác | Khác | Tổng cộng | Tổng cộng |
| Câu lạc bộ          | Mùa giải            | Hạng                | Trận     | Bàn      | Trận         | Bàn          | Trận       | Bàn        | Trận    | Bàn     | Trận | Bàn  | Trận      | Bàn       |
| ------------------- | ------------------- | ------------------- | -------- | -------- | ------------ | ------------ | ---------- | ---------- | ------- | ------- | ---- | ---- | --------- | --------- |
| Bristol City        | 2016                | WSL 2               | 2        | 1        | 0            | 0            | 0          | 0          | —       | —       | —    | —    | 2         | 1         |
| Bristol City        | 2017                | WSL 1               | 4        | 1        | 1            | 2            | —          | —          | —       | —       | —    | —    | 5         | 3         |
| Bristol City        | 2017–18             | WSL 1               | 18       | 7        | 1            | 0            | 5          | 2          | —       | —       | —    | —    | 24        | 9         |
| Bristol City        | Tổng cộng           | Tổng cộng           | 24       | 9        | 2            | 2            | 5          | 2          | 0       | 0       | 0    | 0    | 31        | 13        |
| Manchester City     | 2018–19             | WSL                 | 10       | 2        | 4            | 2            | 5          | 3          | 1       | 0       | —    | —    | 20        | 7         |
| Manchester City     | 2019–20             | WSL                 | 14       | 5        | 0            | 0            | 3          | 1          | 2       | 0       | —    | —    | 19        | 6         |
| Manchester City     | 2020–21             | WSL                 | 15       | 6        | 2            | 1            | 1          | 1          | 4       | 2       | 1    | 0    | 23        | 10        |
| Manchester City     | 2021–22             | WSL                 | 22       | 10       | 5            | 7            | 6          | 4          | 2       | 0       | —    | —    | 35        | 21        |
| Manchester City     | 2022–23             | WSL                 | 20       | 7        | 2            | 0            | 4          | 2          | 2       | 1       | —    | —    | 28        | 10        |
| Manchester City     | Tổng cộng           | Tổng cộng           | 81       | 30       | 13           | 10           | 19         | 11         | 11      | 3       | 1    | 0    | 125       | 54        |
| Tổng cộng sự nghiệp | Tổng cộng sự nghiệp | Tổng cộng sự nghiệp | 105      | 39       | 15           | 12           | 24         | 13         | 11      | 3       | 1    | 0    | 156       | 67        |

1. ↑  Bao gồm FA Women's Cup
2. ↑  Bao gồm WSL Cup/Women's League Cup
3. ↑  Bao gồm UEFA Women's Champions League
4. ↑  Bao gồm Community Shield

### Quốc tế
Tính đến trận đấu diễn ra vào ngày 20 tháng 8 năm 2023

#### Anh
| Đội tuyển quốc gia | Năm       | Trận | Bàn |
| ------------------ | --------- | ---- | --- |
| Anh                | 2019      | 3    | 0   |
| Anh                | 2020      | 2    | 0   |
| Anh                | 2021      | 9    | 4   |
| Anh                | 2022      | 18   | 6   |
| Anh                | 2023      | 13   | 3   |
| Tổng cộng          | Tổng cộng | 45   | 13  |

#### Olympic Vương quốc Anh
| Đội tuyển quốc gia                      | Năm       | Trận | Bàn |
| --------------------------------------- | --------- | ---- | --- |
| Vương quốc Liên hiệp Anh và Bắc Ireland | 2021      | 3    | 0   |
| Tổng cộng                               | Tổng cộng | 3    | 0   |

## Bàn thắng quốc tế
Tỷ số và kết quả liệt kê bàn thắng đầu tiên của Anh, cột điểm cho biết điểm số sau mỗi bàn thắng của Hemp.
| #  | Thời gian            | Địa điểm                                    | Đối thủ     | Ghi bàn | Kết quả | Giải đấu                                        |
| -- | -------------------- | ------------------------------------------- | ----------- | ------- | ------- | ----------------------------------------------- |
| 1  | 30 tháng 11 năm 2021 | Sân vận động Eco-Power, Doncaster, Anh      | Latvia      | 5–0     | 20–0    | Vòng loại giải vô địch bóng đá nữ thế giới 2023 |
| 2  | 30 tháng 11 năm 2021 | Sân vận động Eco-Power, Doncaster, Anh      | Latvia      | 8–0     | 20–0    | Vòng loại giải vô địch bóng đá nữ thế giới 2023 |
| 3  | 30 tháng 11 năm 2021 | Sân vận động Eco-Power, Doncaster, Anh      | Latvia      | 15–0    | 20–0    | Vòng loại giải vô địch bóng đá nữ thế giới 2023 |
| 4  | 30 tháng 11 năm 2021 | Sân vận động Eco-Power, Doncaster, Anh      | Latvia      | 20–0    | 20–0    | Vòng loại giải vô địch bóng đá nữ thế giới 2023 |
| 5  | 12 tháng 4 năm 2022  | Windsor Park, Belfast, Bắc Ireland          | Bắc Ireland | 1–0     | 5–0     | Vòng loại giải vô địch bóng đá nữ thế giới 2023 |
| 6  | 12 tháng 4 năm 2022  | Windsor Park, Belfast, Bắc Ireland          | Bắc Ireland | 3–0     | 5–0     | Vòng loại giải vô địch bóng đá nữ thế giới 2023 |
| 7  | 24 tháng 6 năm 2022  | Elland Road, Leeds, Anh                     | Hà Lan      | 4–1     | 5–1     | Giao hữu                                        |
| 8  | 11 tháng 7 năm 2022  | Sân vận động Falmer, Brighton and Hove, Anh | Na Uy       | 2–0     | 8–0     | Giải vô địch bóng đá nữ châu Âu 2022            |
| 9  | 6 tháng 9 năm 2022   | Sân vận động Bet365, Stoke-on-Trent, Anh    | Luxembourg  | 9–0     | 10–0    | Vòng loại giải vô địch bóng đá nữ thế giới 2023 |
| 10 | 7 tháng 10 năm 2022  | Sân vận động Wembley, Luân Đôn, Anh         | Hoa Kỳ      | 1–0     | 2–1     | Giao hữu                                        |
| 11 | 1 August 2023        | Sân vận động Hindmarsh, Adelaide, Úc        | Trung Quốc  | 2–0     | 6–1     | Giải vô địch bóng đá nữ thế giới 2023           |
| 12 | 12 tháng 8 năm 2023  | Sân vận động Australia, Sydney, Úc          | Colombia    | 1–1     | 2–1     | Giải vô địch bóng đá nữ thế giới 2023           |
| 13 | 16 tháng 8 năm 2023  | Sân vận động Australia, Sydney, Úc          | Úc          | 2–1     | 3–1     | Giải vô địch bóng đá nữ thế giới 2023           |

## Danh hiệu
Manchester City
- FA Women's Cup: 2018–19
- FA Women's League Cup: 2021–22

U-20 Anh
- Hạng ba Giải vô địch bóng đá nữ U-20 thế giới: 2018

Anh
- Á quân Giải vô địch bóng đá nữ thế giới: 2023[32]
- Giải vô địch bóng đá nữ châu Âu: 2022[33]
- Siêu cúp nữ Liên lục địa CONMEBOL–UEFA: 2023[34]
- Cúp Arnold Clark: 2022,[35] 2023[36]

Cá nhân
- Đội hình tiêu biểu Giải vô địch bóng đá nữ U-17 châu Âu: 2017[37]
- Cầu thủ trẻ nữ xuất sắc nhất mùa của PFA: 2017–18,[38] 2019–20,[39] 2020–21,[40] 2021–22,[41]
- PFA WSL Team of the Year: 2020–21, 2021–22[42]
- Vauxhall England Young Player of the Year: 2017[14]
- Freedom of the Town of North Walsham: 5 tháng 8 năm 2022.[43][44]
- Freedom of the City of London (công bố vào ngày 1 tháng 8 năm 2022)[45]